# چالا
چالا (تاجیکی:чала به معنیِ نه این و نه آن در زبانِ تاجیکی) به گروهی از یهودیانِ بخارا گفته می‌شود که به واسطهٔ زور مجبور شدند به اسلام بگروند. در اثر این اتفاق این یهودیان در ظاهر مسلمان شده و تعلیماتِ اسلامی را پیروی می‌کردند و در خفا به پیروی از دینِ یهود ادامه می‌دادند. آنها فقط با یکدیگر ازدواج کرده و در محله‌های خود ساکن بودند. داستانِ زندگی آنها مشابه مارانوها در اسپانیا است.
چالاها قادر به بازگشت به دینِ یهود نبودند زیرا در دینِ اسلام مجازاتِ ترکِ دین سنگین است. از این رو تا زمانِ قدرت گرفتنِ روسیه تزاری و اتحاد جماهیر شوروی آنها در دین اسلام باقی ماندند. آنها معمولاً در محله‌هایی که در نزدیکی محله‌های یهودی بود ساکن بودند. در قرن ۱۹ گروه‌های چالای بزرگی در سمرقند، خیوه، خوقند، مرغیلان و شهرسبز وجود داشت. در چندین نسلِ بعد، بعضی چالاها با مسلمانان مخلوط شده و در جمعیتِ آنها حل شدند.

## بازگشتِ چالا
بازگشتِ چالا به یهودیت با حملهٔ روسیه به آسیای مرکزی در سال ۱۸۶۷ آغاز شد؛ ولی با اینکه در این زمان خیوا و کوکند تحت حکومت ترکستان درآمدند، در بخارا هنوز قوانین اسلامی اعمال می‌شد و مجازات ترکِ دین اعدام بود. از این رو بسیاری از چالاها به مناطق تحتِ کنترلِ روسها مهاجرت کردند. پس از به قدرت رسیدنِ اتحاد جماهیر شوروی تفاوتهای دینی بین مردم از بین رفت. از این رو بسیاری از چالاها به عنوان ازبک یا تاجیک محسوب شدند.
در سال ۲۰۰۰ منصور سروش کتابی به عنوان چالا چاپ کرد که در آن به تاریخ چالا پرداخت.